# Richard Schroeder
Richard Alan Schroeder (29 ottobre 1961) è un ex nuotatore statunitense.

## Carriera
Assieme ai compagni David Berkoff, Matt Biondi e Chris Jacobs ha vinto la staffetta 4x100m misti ai giochi di Seul 1988.

## Palmarès
- Giochi olimpici estivi

Seul 1988: oro nella 4x100m misti.
- Giochi PanPacifici

Brisbane 1987: oro nella 4x100m misti e argento nei 100m rana.
Tokyo 1989: argento nei 100m rana.